# استان لیبرتس
منطقه لیبرتس (به لاتین: Liberec Region) یک منطقه در جمهوری چک است،

## خصوصیات
منطقه لیبرتس ۳٬۱۶۲٫۹۳ کیلومترمربع مساحت و ۴۳۸٬۶۰۰ نفر جمعیت دارد.